# Frederico II da Dinamarca
Frederico II (Haderslev, 1 de julho de 1534 – Antvorskov, 4 de abril de 1588) foi o Rei da Dinamarca e Noruega de 1559 até sua morte. Era o filho do rei Cristiano III e da rainha Doroteia de Saxe-Lauemburgo.

## Rei da Dinamarca
Frederico II era filho do rei Cristiano III da Dinamarca e Noruega e da duquesa Doroteia de Saxe-Lauemburgo. Frederico II foi o típico monarca do Renascimento dinamarquês. Ao contrário do seu pai, foi fortemente influenciado por ideais militares. Na sua juventude fez amizade com príncipes de guerra alemães. Queria casar com a sua amante, Ana de Hardenberg, mas foi convencido a não prosseguir com a ideia. Pouco após a ascensão ao trono, conseguiu a sua primeira vitória através da conquista de Dithmarchen no Verão de 1559.
O conflito dominante do seu reinado foi a Guerra Nórdica dos Sete Anos entre 1563 e 1570 na qual tentou, em vão, conquistar a Suécia, reinada pelo seu primo, o louco rei Érico XIV. O conflito transformou-se numa guerra muito dispendiosa de atritos e em consequência da mesma foram devastadas pelos suecos e em que a Noruega foi quase perdida. Durante esta guerra, o rei liderou o seu exército no campo de batalha mas sem grandes resultados e o conflito deteriorou a sua relação com os conselheiros reais. Porém, a agitação na Suécia e o facto de uma administração dinamarquesa liderada pelo competente administrador Peder Oxe ter assumido o controlo, estabilizou a situação. Quando a guerra terminou, a paz alcançada permitiu que a Dinamarca se mantivesse igual, mas também demonstrou os limites do poderio militar dinamarquês.
Depois da guerra, Frederico manteve a paz sem desistir das suas tentativas de expansão do seu prestigio como monarca naval. A sua política estrangeira ficaram marcadas pelo apoio aos países protestantes (quando era solteiro cortejou a rainha Isabel I da Inglaterra, uma iniciativa que fez com que se tornasse Cavaleiro da Jarreteira) mas, ao mesmo tempo, por uma neutralidade estrita. Conselheiros experientes como Peder Oxe, Niels Kaas, Arild Huitfldt e Christoffer Valkendorff trataram da administração interna.
Em termos de personalidade, Frederico foi descrito como temperamental, vaidoso, corajoso e ambicioso. Era um amante da caça, vinho e banquetes e a opinião geral era a de que tinha morrido por ter bebido demais. Reconstruiu o castelo de Kronborg em Elsinore entre 1574 e 1585. Em 1567 fundou a cidade de Fredrikstad na Noruega. A escola secundária Frederk II em Fredrikstad, uma das maiores escolas do género na Noruega, deve o seu nome a Frederico.
Este foi um período de abundância e crescimento na História da Dinamarca. Frederico também foi um dos principais mecenas do famoso astrólogo Tycho Brache. A 4 de Abril de 1588 morreu e foi sucedido pelo seu filho mais velho, Cristiano IV. Foi enterrado na Catedral de Roskilde.

## Família e filhos
Casou-se a 20 de Julho de 1572 com a duquesa Sofia de Mecklenburg-Güstrow, uma descendente do rei João I da Dinamarca e sua meia-prima direta pelo seu avô, Frederico I, rei da Dinamarca e Noruega. Tiveram oito filhos:
- Isabel (25 de agosto de 1573 - 19 de junho de 1626), casou-se em 1590 com o duque Henrique Júlio de Brunsvique-Luneburgo;
- Ana (12 de dezembro de 1574 - 2 de março de 1619), casou-se a 23 de Novembro de 1589 com Jaime VI da Escócia e I de Inglaterra;
- Cristiano IV da Dinamarca e Noruega (12 de abril de 1577 - 28 de fevereiro de 1648);[1]
- Ulrico da Dinamarca 30 de dezembro de 1578 - 27 de março de 1624 em Rühn), último Bispo da antiga Eslésvico (entre 1602 e 1624), como Ulrich II foi administrador do Bispado-Principado de Eslévisco (1603-1624), casou-se com Catarina Hahn-Hinrichshagen;
- João Augusto (1579 - 1579), morreu ainda bebé;
- Augusta (8 de abril de 1580 - 5 de fevereiro de 1639), casou-se a 30 de Agosto de 1596 com o duque João Adolfo de Holsácia-Gottorp;
- Edviges da Dinamarca (5 de agosto de 1581 - 26 de novembro de 1641), casou-se a 12 de Setembro com Cristiano II, eleitor da Saxónia;
- João de Eslésvico-Holsácia (9 de julho de 1583 - 28 de outubro de 1602).